# Ocana
Ocana (korsisch Òcana) ist eine Gemeinde auf der französischen Mittelmeerinsel Korsika. Sie gehört zum Département Corse-du-Sud, zum Arrondissement Ajaccio und zum Kanton Gravona-Prunelli. Sie grenzt im Norden an Cuttoli-Corticchiato, im Osten an Tolla, im Süden an Eccica-Suarella und im Westen an Bastelicaccia. Das Siedlungsgebiet liegt auf ungefähr 350 Metern über dem Meeresspiegel.

## Bevölkerungsentwicklung
| Jahr      | 1962 | 1968 | 1975 | 1982 | 1990 | 1999 | 2008 | 2012 |
| --------- | ---- | ---- | ---- | ---- | ---- | ---- | ---- | ---- |
| Einwohner | 359  | 350  | 308  | 282  | 296  | 394  | 523  | 548  |

## Wirtschaft
Ocana ist eine der Gemeinden mit zugelassenen Rebflächen des Weinbaugebietes Ajaccio.